# T. Svatopluk
T. Svatopluk, vlastním jménem Svatopluk Turek (25. října 1900, Hodslavice – 30. prosince 1972, Gottwaldov) byl český prozaik a komunisty oceňovaný redaktor. Byl dvojnásobným laureátem Státní ceny Klementa Gottwalda, od 24. února 1958 byl nositelem Řádu práce, byl rovněž zasloužilým umělcem. V roce 1968 uvítal Invazi vojsk Varšavské smlouvy do Československa. Tato fakta stručně shrnulo Rudé právo dne 2. ledna 1973 v nekrologu na straně dvě.

## Život
Narodil se v Hodslavicích v rodině lékaře. Po maturitě na reálném gymnáziu v Kroměříži nedokončil pražskou AVU, kde měl za profesory Jakuba Obrovského a Maxe Švabinského. V roce 1924 byl spoluzakladatelem organizace KSČ v rodných Hodslavicích. V letech 1926–1933 pracoval jako grafik (malíř plakátů) ve zlínské firmě Baťa. Po vyhazovu napsal svůj nejznámější román Botostroj, po jehož vydání na něj podal Jan Antonín Baťa žalobu za urážku na cti. Během Protektorátu se literárně neangažoval a účastnil se komunistického odboje. V letech 1947–1950 působil jako redaktor závodního časopisu Tep nového Zlína. Poté se věnoval naplno literatuře a práci v různých periodikách. Je pohřben na lesním hřbitově ve Zlíně.

## Botostroj
Nejvíce se proslavil románem Botostroj, ve kterém popisuje továrnu jako nelidskou společnost ničící životy dělníků a svého zaměstnavatele jako diktátora. Se silným osobním zaujetím útočí na tzv. amerikanismus, jenž mu zosobňuje Tomáš Baťa, kterého se snažil vylíčit jako vykořisťovatele a zesměšňuje jeho metody. Styl knihy je velice strohý a psán expresivním, místy až vulgárním jazykem.
Botostroj byl vydán v říjnu 1933 pražským nakladatelstvím Sfinx, 2. listopadu 1933 byl náklad zabaven na základě usnesení Krajského soudu v Praze, v roce 1938 bylo vydání díla soudně zakázáno. Román byl znovu vydán až po válce roku 1946. O osm let později byl zfilmován pod vedením režiséra K. M. Walló.

## Dílo
- Botostroj (1933)
- Mrtvá země (1936)
- Andělé úspěchu (1937)
- O zlém a dobrém (1939)
- Človíček (1940)
- Gordonův trust žaluje (1940); v roce 1949 přepracováno pod názvem Pán a spisovatel
- Tvář člověka (1941)
- Alík hrdina (1942)
- Dům v Betlémské (1942)
- Hrdinové z ostrova (1944)
- Ze všech nejchudší (1948)
- O statečném ušákovi (1949)
- Na prahu komunismu (1952)
- Bez šéfa (1953); volné pokračování románu Botostroj, zasazené do doby po znárodnění továrny
- Putování za hvězdou (1955)
- Stopami úzkosti (1958)
- Švédský mramor (1961)

Publikoval v periodikách: Host do domu, Rudé právo, Nový život, Literární noviny, Rovnost, Plamen, Tvorba, Lidová kultura, Kultura doby, Čteme, Praha–Moskva, Český dělník, Květy, Film a doba.